# Archidiecezja Aleppo (syryjska)
Archidiecezja Aleppo (łac. Aleppensis Syrorum) – archidiecezja Kościoła katolickiego obrządku syryjskiego w Syrii, podległa bezpośrednio syryjskokatolickiemu patriarsze Antiochii. Została ustanowiona w 1659 roku.

## Główne świątynie
- Katedra: Katedra Wniebowzięcia Najświętszej Maryi Panny w Aleppo

## Arcybiskupi
- Abdul-Ghal Achidżan (1656-1663)
- Denys Benham Mourabbi (1672-1676)
- Denys Rizqallah Amin-Han (objął urząd w 1678)
- Dionysius Michel Dżarweh (1780-1783)
- Denys Michel Hardaya (1817-1827)
- Denys Joseph Hayek (1854-1862)
- Ignace George Shelhot (1862-1874)
- Efrem Rahmani (1894-1898)
- Denis Ephrem Naccàsché (1903-1920)
- Abdul-Ahad Tappouni (1921-1929)
- Dionisio Habib Naassani (1932-1949)
- Denys Pierre Hindié (1949-1959)
- Denis Antoni Hayek (1959-1968)
- Denys Philippe Beilouné (1968-1990)
- Denys Raboula Antoine Beylouni (1991-2000)
- Denys Antoine Chahda (od 2001)